# Andrew Byrnes
James Andrew Byrnes (født 22. maj 1983 i Toronto) er en canadisk tidligere roer og olympisk guldvinder.
Byrnes, der havde en fortid i toer med styrmand, og som vandt VM-bronze i denne disciplin i 2006, kom med i den canadiske otter i 2007 og var med til at vinde VM-guld samme år. Dermed var canadierne blandt favoritterne ved OL 2008 i Beijing.  Den canadiske otter vandt da også sit indledende heat, og i finalen førte canadierne hele vejen, så de sluttede med et forspring til Storbritannien på over et sekund med USA på tredjepladsen. Udover Byrnes bestod bådens besætning af Kevin Light, Ben Rutledge, Jake Wetzel, Malcolm Howard, Dominic Seiterle, Adam Kreek, Kyle Hamilton og styrmand Brian Price. Canadierne blev dermed de første forsvarende verdensmestre, der vandt OL-guld, siden DDR gjorde det i 1979-1980.
Efter OL roede Byrnes fortsat indimellem med i otteren, men prøvede også kræfter med andre bådtyper, men det var dog i otteren, det gik bedst. I 2009 vandt båden VM-sølv og i 2011 VM-bronze. Med den fine resultathistorie var canadierne med tre gengangere fra OL 2008 dermed igen blandt favoritterne ved OL 2012 i London. Båden sluttede dog sidst i sit indledende heat og måtte i opsamlingsheatet, hvor en andenplads var nok til at sikre canadierne adgang til A-finalen. Ingen andre både kunne følge med tyskerne, der dermed vandt guld, men lidt over et sekund senere kom canadierne ind på sølvpladsen, mens Storbritannien blev nummer tre, yderligere lidt over et sekund senere.
Udover medaljerne ved VM og OL vandt den canadiske otter med Byrnes tre World Cup-løb i perioden 2007–2008. Han indstillede sin aktive karriere efter OL 2012.

## OL-medaljer
- 2008:  Guld i otter
- 2012:  Sølv i otter